# Emogasanalisi
L'emogasanalisi è un esame di chimica clinica eseguito tramite il prelievo di un campione di sangue arterioso, per ottenere misurazioni precise della pressione parziale dell'ossigeno arterioso (PaO2), della pressione parziale di diossido di carbonio arteriosa (PaCO2) e del pH arterioso. Queste variabili standardizzate con la temperatura corporea del paziente permettono di calcolare il livello di bicarbonato (che può anche essere misurato direttamente nel sangue venoso) e la SaO2.
La sperimentazione e lo sviluppo dell'emogasanalisi risalgono al 1953 grazie al lavoro di ricerca operato da John W. Severinghaus, un medico anestesista impiegato nel Clinical Center del National Institutes of Health, portando grazie alla collaborazione con il tecnico A.F. Bradley alla realizzazione nel 1957 del primo sistema di analisi dei gas disciolti nel sangue e successivamente all'analisi del pH.
L'emogasanalisi è anche in grado di misurare accuratamente la carbossiemoglobina e la metaemoglobina oltre che fornire il valore degli elettroliti, ematocrito e glicemia.
L'emogasanalisi corrisponde all'esame gold standard nella diagnosi di ipossiemia e per la valutazione della sua gravità clinica mediante il rapporto P/F secondo la definizione di Berlino (rapporto tra FiO2 e PaO2).

## Emogasanalisi arteriosa
L'esame consiste in un prelievo ematico arterioso effettuato a livello delle arterie radiale o arteria femorale o dell'arteria brachiale tramite apposite siringhe contenenti soluzione di litio eparina a scopo anticoagulativo. La quantità di campione prelevato corrisponde a 2mL di sangue in siringa pre-eparinata a 1000UI/mL, questo per mantenere un corretto rapporto tra eparina e sangue presente ed evitare alterazioni qualitative nell'analisi.
I campioni di sangue arterioso devono essere prelevati in condizioni rigorosamente anaerobiche e analizzati nel più breve tempo possibile. In caso contrario è indicata la conservazione e trasporto su ghiaccio e mantenuti alla temperatura di 0 °C fino al momento dell'analisi. Mantenere il campione a temperature più basse rallenta il metabolismo cellulare e riduce il consumo continuo di ossigeno. Ciò è particolarmente importante nei pazienti affetti da leucocitosi. Occorre inoltre prestare particolarmente attenzione alla presenza accidentale di eventuali bolle d'aria introdotte durante la procedura di campionamento, in quanto esse porteranno a una sovrastima della pressione arteriosa di ossigeno (PaO2) e a una sottostima della pressione arteriosa di anidride carbonica (PaCO2).
In passato per valutare l’integrità del circolo collaterale della mano prima di eseguire la puntura o l’incannulazione dell’arteria radiale veniva effettuato il Test di Allen (standard o modificato). Tuttavia la sua non riproducibilità, la soggettività del test, l'ambiguità nella definizione di test anomalo, l'elevato rischio di falsi positivi o falsi negativi e la difficoltà di applicazione in persone non collaboranti, hanno portato svariati autori e linee guida a sconsigliarne l'esecuzione come pratica di routine.
La procedura è relativamente priva di complicanze severe. Tuttavia presenta il rischio di alcune complicanze lievi o moderate, come ad esempio:
- Ematoma locale, emorragia
- Vasospasmo o occlusione arteriosa
- Tromboembolia o embolia gassosa
- Reazione anafilattica all'anestetico locale
- Infezione del sito d'inserzione
- Lacerazione del vaso
- Sincope vasovagale (SVV) o risposta vasovagale
- Dolore nel sito di inserzione

### Valori normali
| Parametro                                         | Sigla        | Valori di riferimento                                                                            | Diminuzione | Aumento           |
| ------------------------------------------------- | ------------ | ------------------------------------------------------------------------------------------------ | --- | ----------------- |
| Equilibrio acido-base                             | pH           | 7,38-7,42                                                                                        | acidemia | alcalemia         |
| Pressione parziale di ossigeno                    | pO2 o paO2   | 80-100 mmHg (o 11-13 kPa)                                                                        | ipossiemia | iperossiemia      |
| Saturazione di ossigeno                           | sO2          | 93-97%                                                                                           | desaturazione | ---               |
| Contenuto totale di ossigeno                      | CtO2         | 17-21 vol%                                                                                       | |                   |
| Concentrazione dell'anidride carbonica            | TCO2         | 21-30 mmol/L o mEq/L                                                                             | |                   |
| Pressione parziale di anidride carbonica (capnia) | pCO2 o paCO2 | 35-45 mmHg (o 4,7-5,9 kPa)                                                                       | ipocapnia | ipercapnia        |
| Frazione di ossiemoglobina                        | FO2Hb        |                                                                                                  | |                   |
| Frazione di carbossiemoglobina                    | FCOHb        |                                                                                                  | |                   |
| Frazione di metaemoglobina                        | FMetHb       |                                                                                                  | |                   |
| Frazione di deossiemoglobina (emoglobina ridotta) | FHHb         |                                                                                                  | |                   |
| Rapporto P/F                                      | paO2/FIO2    |                                                                                                  | ARDS; in base al grado di ipossiemia: - lieve (200 mm Hg < P/F ≤ 300 mm Hg) - moderata (100 mm Hg < P/F ≤ 200 mm Hg) - grave (P/F ≤ 100 mm Hg) |                   |
| Concentrazione di ioni bicarbonato                | HCO3-        | 21–30 mEq/L (o 21-28 mmol/L)                                                                     | |                   |
| Eccesso di basi                                   | BE           | da −2 a +2 mmol/L                                                                                | |                   |
| Concentrazione di sodio                           | Na+          | 136-145 mmol/L o mEq/L                                                                           | iponatriemia | ipernatriemia     |
| Concentrazione di potassio                        | K+           | 3,5-5,0 mmol/L o mEq/L                                                                           | ipokaliemia | iperkaliemia      |
| Concentrazione di calcio ionizzato                | Ca2+         | 1,1-1,4 mmol/L (o 4,5-5,6 mg/dL)                                                                 | ipocalcemia | ipercalcemia      |
| Concentrazione di cloro                           | Cl-          | 98-106 mmol/L o mEq/L                                                                            | ipocloremia | ipercloremia      |
| Emoglobina                                        | Hb           | 13,5-17,5 g/dL (o 8,4-10,9 mmol/L) nel maschio / 12,0-16,0 g/dL (o 7,4-9,9 mmol/L) nella femmina | anemia | iperemoglobinemia |
| Ematocrito                                        | Hct          | 41,0-53,0% nel maschio / 36,0-46,0% nella femmina                                                | oligocitemia | policitemia       |